# Obenöl

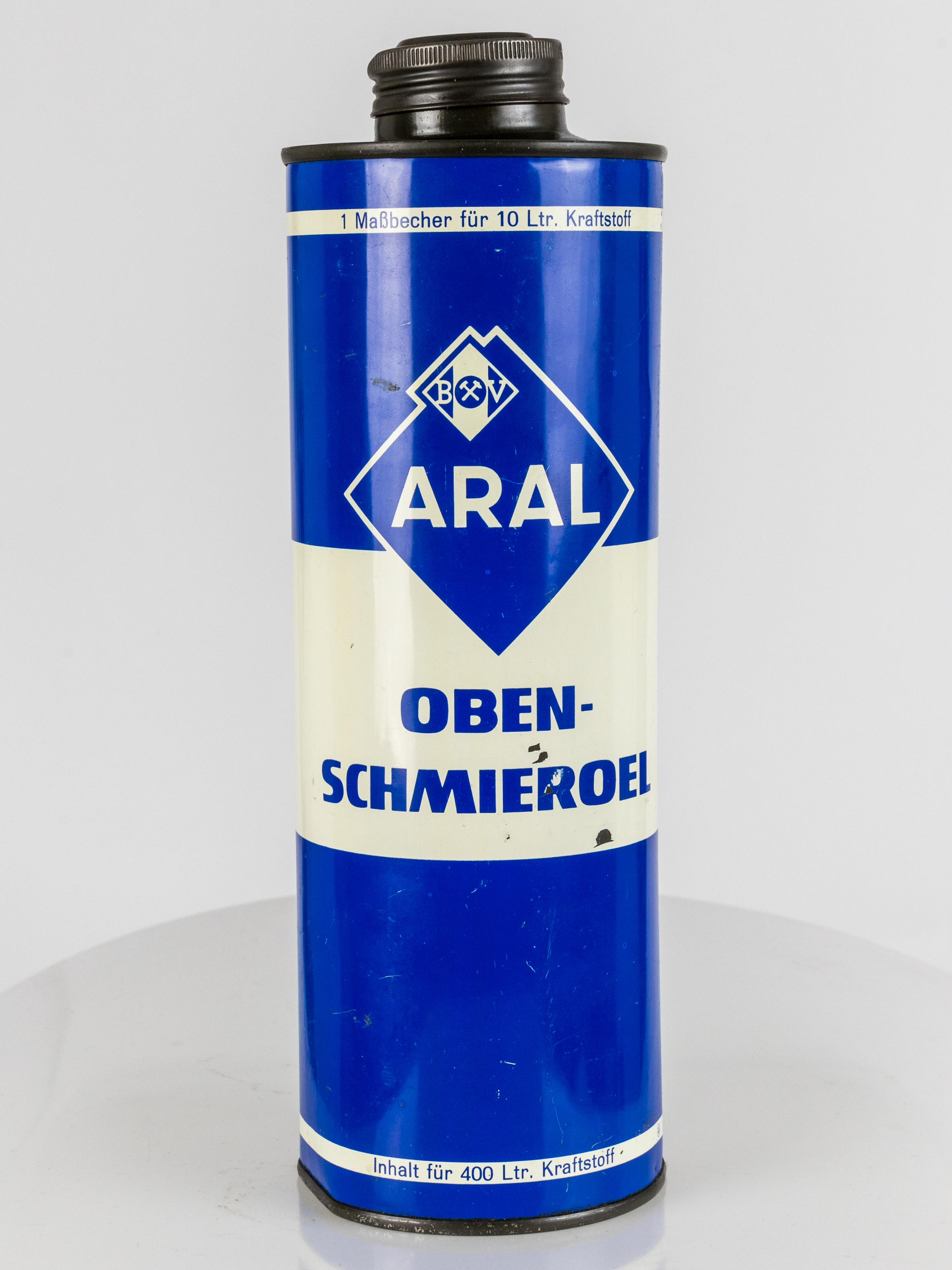
Aral Oben-Schmieröl

Obenöl war ein spezielles Schmieröl, das dem Kraftstoff von Viertaktmotoren zwecks Verbesserung der Schmierung – insbesondere der Ventile – im Verhältnis von 0,2 bis 0,3 Vol.-% beigemischt wurde. „Ein positiver Effekt war nicht nachweisbar,“ jedoch wurden „erhöhte Ölkohle-Ablagerungen“ bei der Verwendung von Obenöl festgestellt. Obenöl bestand im Wesentlichen aus Brightstock.

## Geschichte und Technik
Bereits in den 1930er Jahren wurde bei Viertaktmotoren in geringem Maße (1 : 400) Öl dem Kraftstoff beigesetzt, um die Schmierung bei besonderer Belastung zu verbessern. Das Obenöl, das nur in geringsten Mengen Kolben und Ventilschäfte erreicht, muss über außergewöhnlich gute Schmiereigenschaften verfügen. Andererseits soll es – im Verbrennungsraum angekommen – vollständig abbrennen, ohne Ablagerungen oder Verkokungen zu hinterlassen, und im Abgang noch genügend Verwirbelung im Ölnebel bilden, um auch die Schmierung des Auslassventiles sicherzustellen. Mit dem Erscheinen von synthetischem Öl in den 1970er Jahren verschwand das Obenöl vom Markt.

## Verwendung als Wundermittel
Obenöl galt in seiner Zeit als unerreicht in der Schmierfähigkeit und wurde deshalb, auch aus psychologischen Gründen, anstelle normalen Motoröls verwendet, um „dem Fahrer ein Gefühl besserer Schmiersicherheit zu geben“.
Auch um verkokte Ventilteller frei zu brennen, wurde Obenöl lange Zeit als angebliches Wundermittel eingesetzt. Heute werden dem Benzin Additive beigemischt, die diesen Zweck wesentlich effizienter erfüllen. Für Oldtimer gibt es spezialisierte Additive zur Reinigung der Ventile.
Bei der Zugabe von Obenöl zum Kraftstoff werden, unabhängig von der Art der Ventilsteuerung, neben den Ventilen auch die Kolben, Zylinderlaufbahnen und bei neueren Motoren, die Einspritzdüsen geschmiert. Dies ist für mechanisch intakte Motoren nicht nur völlig unnötig, sondern kann über die Ölrückstände bei Motoren mit Fahrzeugkatalysatoren zu deren Unwirksamkeit führen.